# Joseph Kotine
Joseph Iakovlévitch Kotine (en russe : Жозеф Яковлевич Котин) est un ingénieur soviétique spécialiste des chars de combat. Il est né le 10 mars 1908 à Pavlograd et mort le 21 octobre 1979 à Léningrad.

## Biographie
À partir de 1937, il est concepteur en chef de l'usine Kirov. En 1941-1943, il est adjoint du commissaire du peuple à l'Industrie des chars et ingénieur en chef de l'usine de tracteurs de Tcheliabinsk.
Kotine est surtout connu pour avoir dirigé la conception de la série de chars KV,, de la série de chars IS, du char T-10, de l'obusier lourd automoteur SU-152, du tracteur Kirovets K-700 et de nombreux autres véhicules blindés et équipements lourds.
Il fut député du Soviet Suprême de l'Union soviétique à deux reprises de 1946 à 1950 et de 1966 à 1970.
L'ingénieur Kotine occupa aussi le poste de Vice-ministre de l'industrie de la défense de 1968 à 1972.
Joseph Kotine a reçu le titre de Héros du travail socialiste (1941) et a été quatre fois lauréat du prix Staline (1941, 1943, 1946 et 1948).
Mort le 21 octobre 1979, Joseph Kotine est enterré au cimetière de Novodevitchi.

## Distinctions
- Héros du travail socialiste (1941).
- prix Staline (1941, 1943, 1946, 1948)
- ordre de la Guerre patriotique de 1re classe (1944)
- ordre de Souvorov (1945)
- ordre du Drapeau rouge (1951)
- ordre du Drapeau rouge du Travail (1951, 1958, 1966)
- ordre de l'Étoile rouge (1942, 1943, 1945)
- ordre de l'Insigne d'honneur (1957)
- ordre de Lénine (1940, 1941, 1956, 1978)
- ordre de la révolution d'Octobre (1971, 1975)
- médaille pour la victoire sur l'Allemagne
- médaille pour la Défense de Léningrad